# Jorge Acuña Balestra
Jorge Luis Acuña Balestra (Montevideo, 7 de febrero de 1946) es un político uruguayo, quien se desempeñó como subsecretario (viceministro) de Trabajo y Seguridad Social en 1989-1990.

## Primeros años
Nació en Montevideo el 7 de febrero de 1946.
En su juventud cursó estudios en la Facultad de Derecho de la Universidad de la República, los que no culminó.
Asimismo, entre 1968 y 1976 trabajó como auxiliar en el Banco de Cobranzas, y a partir de 1974 en el Banco de Previsión Social como auxiliar de computación.

## Primeros cargos políticos
A partir de 1985, al comenzar el gobierno de Julio María Sanguinetti, Acuña se desempeñó como asesor de la Dirección Nacional de Trabajo del Ministerio de Trabajo y Seguridad Social hasta 1988, siendo titular del ministerio Hugo Fernández Faingold y Director Nacional de Trabajo Luis Brezzo.
En dicho período fue delegado del Poder Ejecutivo en Consejos de Salarios en el grupo banca,así como en el de industria textil.
Posteriormente fue gerente de Relaciones Humanas de la Comisión Técnico Mixta de Salto Grande.

## Subsecretario de Trabajo y Seguridad Social
El 12 de junio de 1989 el presidente Sanguinetti y el nuevo ministro de Trabajo y Seguridad Social Brezzo -sucesor de Fernández Faingold- designaron a Acuña como subsecretario (viceministro) de dicha cartera,sucediendo a Renán Rodríguez Santurio.
Permaneció en el cargo durante ocho meses y medio, hasta la finalización del primer período presidencial de Sanguinetti. 
En marzo de 1990, al asumir el nuevo presidente Luis Alberto Lacalle, Brezzo y Acuña fueron sustituidos como ministro y subsecretario del MTSS por Carlos Cat y Álvaro Carbone respectivamente.

## Senador suplente
En las elecciones de 1994 Acuña figuró como tercer suplente del noveno titular en la lista de candidatos al Senado del Foro Batllistapara la XLIV Legislatura (1995-2000). 
Como tal, cumplió dos breves suplencias en la Cámara de Senadores en setiembre de 1997y en marzo de 1999.

## Actividad partidaria
En el año 2014 integró como suplente el Comité Ejecutivo de la agrupación "País en acción" del Partido Colorado,y en 2019 pasó a desempeñarse como titular de la dirección de dicha agrupación.

## Vida personal
Es hijo de Lavalleja Acuña Arostegui, brasileño, y de Manuela Teresa Olga Balestra Secco, uruguaya, quienes se habían casado en 1941.
Contrajo matrimonio en 1971 con Emilitina López Pazos.